# Kaleje
Kaleje [pronunciación en polaco: /kaˈlɛjɛ/] (en alemán: Karlsruh) es un pueblo en el distrito administrativo de Gmina Śrem, dentro del Distrito de Śrem, Voivodato de Gran Polonia, en el centro-oeste de Polonia. Se encuentra aproximadamente 11 kilómetros al noreste de Śrem y 29 kilómetros al sudeste de la capital regional, Poznań.
El pueblo tiene una población de 200 habitantes. 